# William Cathcart
Pour les articles homonymes, voir Cathcart.
William Cathcart (17 septembre 1755, Londres – 16 juin 1843, Glasgow), 1er comte Cathcart, est un militaire et diplomate britannique. Général de l'armée britannique, il est créé comte Cathcart et décoré de l'ordre du Chardon et nommé membre du Conseil privé et du Conseil privé d'Irlande.

## Biographie
Il fait ses études au collège d'Eton puis accompagne son père Charles Cathcart dès 1771 à Saint-Pétersbourg où il est ambassadeur. Il fait des études de droit avant de succéder à son père à la Chambre des lords en 1776.
Il combat durant la guerre d'indépendance des États-Unis (du côté britannique). Il se distingue à la bataille de Monmouth.
Il participe ensuite aux guerres de la révolution et de l'Empire. Il se distingue à la bataille de Copenhague.
À partir de 1812, il est ambassadeur en Russie et au quartier-général de la Sixième Coalition. Il reste en poste en Russie jusqu'en 1820 avant de prendre sa retraite.